# ホンダ・CBR400F
CBR400F（シービーアールよんひゃくエフ）は、本田技研工業が1983年から1986年に製造販売した、CBRシリーズに属す、排気量400ccクラスのオートバイである。

## 概要
1980年代初頭には空前のオートバイブームとなり、本田技研工業では激戦区となる400ccクラスでCBX400Fを製造販売していたが、各社のライバル勢に対抗すべく発売後わずか2年でフルモデルチェンジし、製造販売したのが型式名NC17の本モデルである。
車両解説
搭載される内径x行程=55.0x42.0（mm）・排気量399ccのNC07E型空冷4ストロークDOHC4バルブ4気筒エンジンはCBX400Fからのキャリーオーバーであるが、圧縮比を9.6に、燃料供給をVE53型キャブレターに変更。さらに8,500rpmを境に2バルブから4バルブに切り替わる回転数応答型バルブ休止機構REV（Revolution- modulated Valve control）を搭載。また角型ヘッドライト下に大型オイルクーラーを装備。これらの結果最高出力58ps/12,300rpm・最大トルク3.6kg-m/11,000rpmとなった。変速機は6速トランスミッション。
車体はフレームを角断面パイプダブルクレードルとし、キャスター角27°・トレール97mm・シート高780mmに設定された。
サスペンションは、フロントがブレーキトルク応答型アンチダイブ機構TRACを装備する正立テレスコピック、リヤがプロリンク式スイングアームで、いずれも円筒空気ばね併用となるほか、タイヤはNSコムスターホイールに前輪が100/90-16 54H、後輪が110/90-18 61Hを装着する。
ブレーキは前ダブル・後シングルのディスクブレーキであるが、CBX400Fのインボードタイプから一般的なアウトボードとなったほか、キャリパーがダブルとなった。

## 遍歴
1983年12月16日発表、同月20発売
1984年5月24日発表、同月31日発売でハーフフェアリング・アンダーカウル・2灯式ハロゲンヘッドライトを装備するCBR400Fエンデュランスを追加。
1984年7月18日発表、同年8月10日発売でフルフェアリングを装備した特別仕様車を4,000台限定で追加。
1985年8月6日発表、同月20日発売でシングルシートならびにジュラルミン鍛造バックステップを標準装着する1人乗りモデルCBR400Fフォーミュラ3を5,000台限定で追加すると共に同月31日発売で従来モデルに以下の仕様変更を伴うマイナーチェンジを実施。
- 車重を2kg軽量化
  - スイングアームをアルミ合金製へ変更
  - ホイールをNSコムスターからアルミ合金製3本スポークキャストへ変更
  - アンダーカウルを標準装備からオプションへ
  - ４into２から当時の流行に合せた[注 2]を採用したステンレス製集合マフラーへ変更

1986年7月、エンジンを水冷化したNC23型CBR400Rへフルモデルチェンジされ製造販売終了。